# Sonda solar Parker
|  | Aquest article tracta sobre el projecte de la NASA. Si cerqueu el projecte de l'Agència Espacial Europea, vegeu «Solar Orbiter». |

La sonda solar Parker (en anglès Parker Solar Probe i anteriorment Solar Probe, Solar Probe Plus, o Solar Probe+) és una sonda espacial de la NASA en desenvolupament destinada a la corona exterior del Sol. S'acostarà a 8,9 radis solars (6,2 milions de quilòmetres) de la "superfície" (fotosfera). El projecte va ser anunciat com una nova missió iniciada l'any 2009. L'1 de maig de 2008, el Laboratori de Física Aplicada de la Johns Hopkins University va anunciar que dissenyaria i construiria la nau espacial per llançar-la el 2015. La data de llançament va ser ajornada fins al 2018. El coet Delta IV Heavy com a vehicle de llançament permetria que la missió fos la nau espacial més ràpida fins a la data. El 31 de maig de 2017, la sonda va ser reanomenada en honor de l'astrofísic solar Eugene Parker, pioner a descriure la radiació solar i a explicar les causes del sorprenent sobrescalfament de la corona solar. Aquesta va ser la primera vegada que una nau espacial de la NASA fou anomenada amb el nom d'una persona viva. La sonda es va llançar el 12 d'agost de 2018.

## Missió

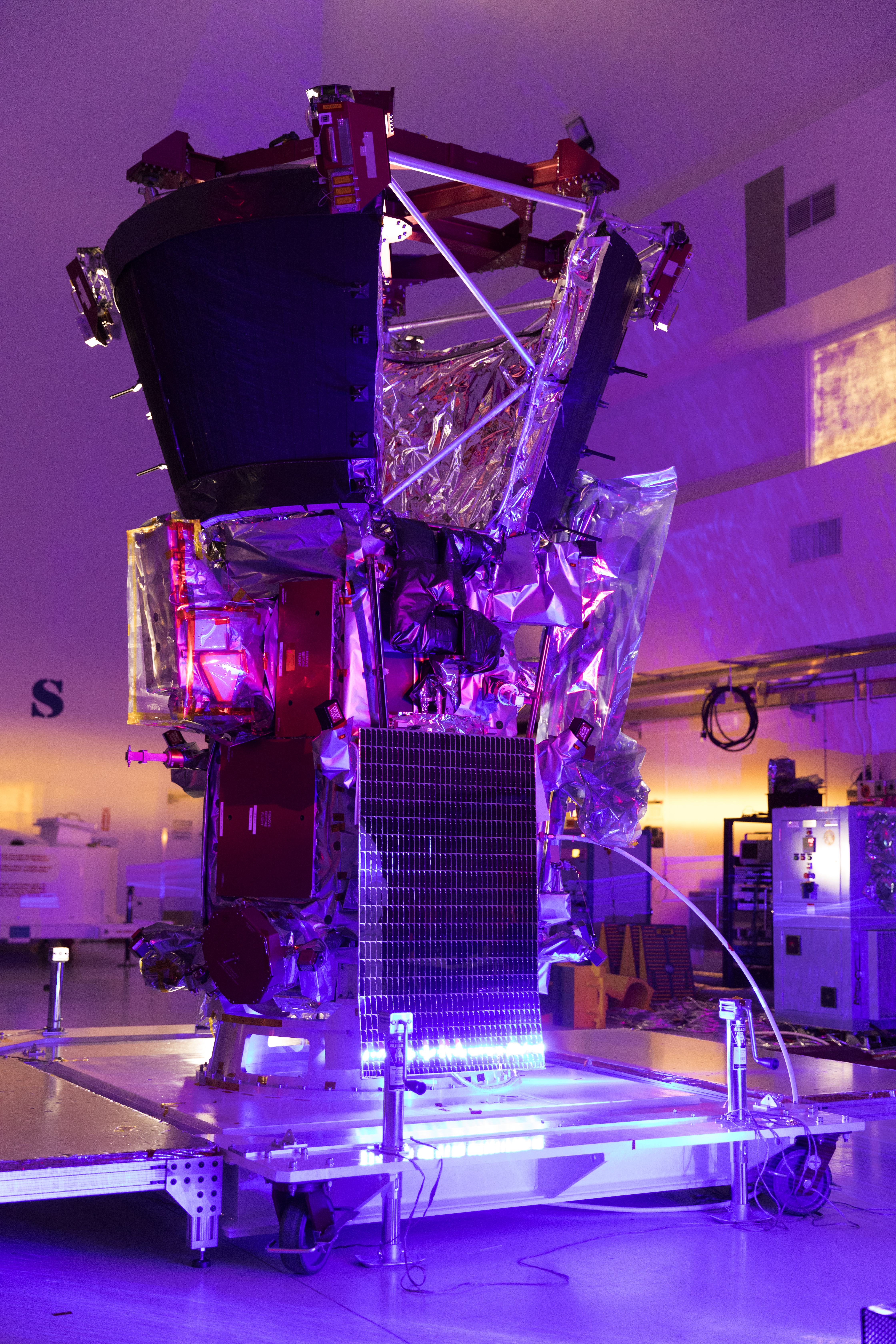
Test de la sonda a les instal·lacions d'Astrotech

La sonda solar Parker serà la primera nau a volar per la corona baixa solar. Determinarà l'estructura de les dinàmiques del camp magnètic de la corona, permetrà entendre com la corona i el vent solar s'escalfen i s'acceleren i quins processos acceleren les partícules energètiques.
Farà servir assistència gravitatòria amb Venus per disminuir a poc a poc el periheli i fer passades prop del Sol fins a aproximadament 8,9 radis solars (6,2 milions de km).
Els sistemes de la nau estan dissenyats per resistir la radiació extrema i la temperatura prop del Sol, on la radiació incident és aproximadament 520 cops la rebuda a l'òrbita de la Terra, gràcies a un innovador escut solar. Aquest escut té 11,4 cm de gruix i està fet de carboni reforçat amb fibra de carboni, dissenyat per resistir temperatures de fins a 1.377 °C. L'escut té forma hexagonal i està muntat a la cara de la nau que dona al Sol. Els sistemes i els instruments científics estan localitzats a la part central de l'ombra de l'escut, on la radiació del Sol queda completament bloquejada. Si l'escut no fes ombra a la nau, aquesta resultaria danyada i inoperativa en qüestió de segons. Com que les comunicacions per ràdio amb la Terra tenen un retard d'uns 8 minuts, en el seu pas a prop del Sol, cal que la sonda actuï automàticament per protegir-se amb l'escut. Segons els científics, és la nau més autònoma mai dissenyada.
La font d'energia principal de la sonda és un sistema doble de panells solars. Un sistema primari s'usa mentre la nau és més lluny de 0,25 ua del Sol i es retracta rere l'escut quan la sonda s'hi apropa; el sistema secundari està format per uns panells molt més petits i s'usa durant els encontres propers amb el Sol. Aquest segon sistema està refrigerat amb un circuit líquid per mantenir la temperatura de funcionament.

## Trajectòria

Animació de l'òrbita de la sonda solar Parker de 7 d'agost de 2018 fins 28 d'agost de 2025
Sonda solar Parker·
Sol·
Mercuri·
Venus·
Terra

Velocitat i distància des del Sol de la sonda solar Parker. Hi ha 7 tipus diferents d'òrbites per un total de 24 òrbites.

Segon sobrevol de Venus el 22 de desembre de 2019. La velocitat baixa 2,9 km/s fins als 26 km/s el 26 de desembre (cercle vermell), i llavors la nau entra a una nova òrbita més a prop del Sol.

La trajectòria de la nau inclourà set encontres amb Venus durant set anys per lentament estrènyer la seva òrbita el·líptica al voltant del Sol, fins a fer un total de 24 òrbites. La fase científica s'esdevindrà durant aquests 7 anys, centrant-se sobretot en els períodes en què la nau és més a prop del Sol. La proximitat al Sol i la seva radiació se suposa que provocarà efectes adversos a la sonda, afectant els instruments, les comunicacions, l'electrònica, etc. El fet que l'òrbita sigui altament el·líptica permet uns temps d'exposició a prop del Sol relativament curts, minimitzant aquest efectes adversos.
La trajectòria demanda una energia molt alta al llançament, i per això la nau s'ha llençat amb un coet Delta IV Heavy amb una última etapa amb un motor de combustible sòlid STAR 48BV. Les diverses assistències gravitacionals desacceleraran la sonda de la seva òrbita heliocèntrica, que resultarà en un nou rècord en la velocitat en el periheli. Quan la sonda passi prop del Sol, portarà una velocitat d'uns 200 km/s (uns 700.000 km/h), que farà que sigui el giny humà més ràpid mai fabricat, unes tres vegades més ràpid que l'actual rècord de la sonda Helios-B. Com tot objecte en òrbita, gràcies a la gravetat la nau accelera quan es troba prop del periheli i després es desaccelera fins que arriba al seu afeli.

## Objectius científics
Els objectius de la missió són:

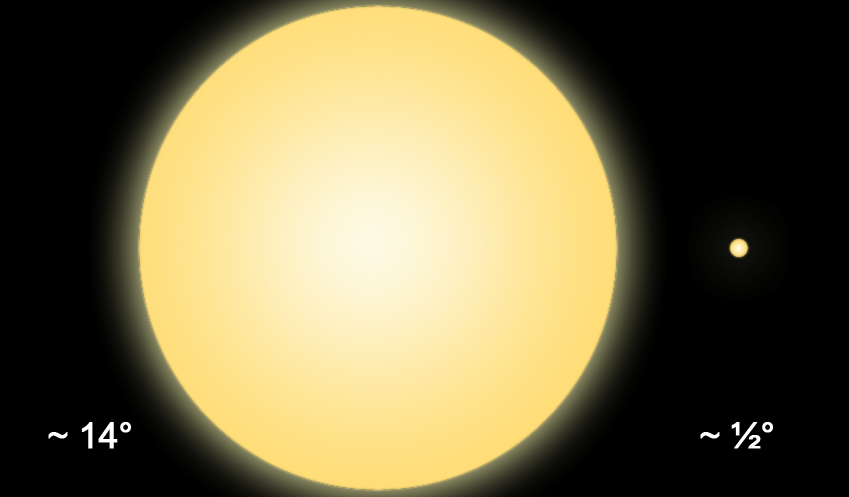
Mida aparent del Sol vist des de l'òrbita de la sonda solar Parker comparada amb la mida aparent vist des de la Terra.

- Traçar el flux d'energia que escalfa la corona solar i accelera el vent solar.
- Determinar l'estructura i la dinàmica del camp magnètic a les fonts del vent solar.
- Determinar quin mecanisme accelera i transporta les partícules més energètiques.

### Experiments
Per complir amb els objectius científics, la sonda desenvoluparà 5 experiments:
- Electromagnetic Fields Investigation (FIELDS). Aquest experiment prendrà mesures directes del camp elèctric i magnètic, ones de ràdio, flux de Poynting, densitat absoluta del plasma i temperatura dels electrons. L'instrument principal és un magnetòmetre de flux.
- Integrated Science Investigation of the Sun (ISIS) mesurarà electrons, protons i ions pesants energètics. Aquest conjunt està compost de dos instruments: EPI-Hi i EPI-Lo.
- Wide-field Imager for Solar Probe (WISPR) és un conjunt de telescopis òptics per obtenir imatges de la corona i la heliosfera interna.
- Solar Wind Electrons Alphas and Protons (SWEAP) comptarà el nombre d'electrons, protons i ions d'heli i en mesurarà les propietats, com velocitat, densitat i temperatura. Està format per dos analitzadors electroestàtics i una copa de Faraday.
- Heliospheric Origins with Solar Probe Plus (HeliOSPP) és una teoria i model d'investigació per maximitzar el valor científic de la missió.

## Temporalització
Després del primer pas per Venus, la sonda assolirá una òrbita el·líptica respecte al Sol, amb un període de 150 dies (dues terceres parts del període de Venus), completant 3 òrbites mentre Venus en completa 2. A partir de llavors, la sonda realitzarà una sèrie de passos per Venus, amb l'objectiu d'anar reduint seqüencialment el període de l'òrbita, permetent també reduir la distància mínima de pas pel Sol. En el segon pas per Venus, el període s'escurçarà fins als 130 dies. Després de menys de dues òrbites, 198 dies més tard, es trobarà amb Venus una tercera vegada per reduir el període de l'òrbita fins als 112,5 dies, la meitat del de Venus. Dues òrbites més tard es tornarà a trobar amb Venus, per quarta vegada, reduint els període fins als 102 dies. Als 273 dies es trobarà a Venus per cinquena vegada, i el període passarà a ser de 96 dies, tres setenes parts el de Venus. És a dir, farà 7 òrbites mentre que Venus en fa 3. El sisè encontre, gairebé dos anys després del cinquè, farà que el període baixi fins als 92 dies, dos cinquens del de Venus. Cinc òrbites més tard es trobarà amb Venus per setena i darrera vegada, reduint el període fins a 88 o 89 dies.
| Any  | Data    | Esdeveniment     | Distància del Sol (Gm) | Velocitat (km/s) | Període orbital (dies) |
| ---- | ------- | ---------------- | ---------------------- | ---------------- | ---------------------- |
| 2018 | 12 Ago  | Llançament       | 151,6                  | –                | 174                    |
| 2018 | 3 Oct   | Pas per Venus #1 | –                      | –                | –                      |
| 2018 | 5 Nov   | Periheli #1      | 24,8                   | 95               | 150                    |
| 2019 | 4 Abr   | Periheli #2      | 24,8                   | 95               | 150                    |
| 2019 | 1 Sep   | Periheli #3      | 24,8                   | 95               | 150                    |
| 2019 | 26 Des  | Pas per Venus #2 | –                      | –                | –                      |
| 2020 | 29 Gen  | Periheli #4      | 19,4                   | 109              | 130                    |
| 2020 | 7 Juny  | Periheli #5      | 19,4                   | 109              | 130                    |
| 2020 | 11 Jul  | Pas per Venus #3 | –                      | –                | –                      |
| 2020 | 27 Sep  | Periheli #6      | 14,2                   | 129              | 112.5                  |
| 2021 | 17 Gen  | Periheli #7      | 14,2                   | 129              | 112.5                  |
| 2021 | 20 Feb  | Pas per Venus #4 | –                      | –                | –                      |
| 2021 | 29 Abr  | Periheli #8      | 11,1                   | 147              | 102                    |
| 2021 | 9 Ago   | Periheli #9      | 11,1                   | 147              | 102                    |
| 2021 | 16 Oct  | Pas per Venus #5 | –                      | –                | –                      |
| 2021 | 21 Nov  | Periheli #10     | 9,2                    | 163              | 96                     |
| 2022 | 25 Feb  | Periheli #11     | 9,2                    | 163              | 96                     |
| 2022 | 1 Juny  | Periheli #12     | 9,2                    | 163              | 96                     |
| 2022 | 6 Sep   | Periheli #13     | 9,2                    | 163              | 96                     |
| 2022 | 11 Des  | Periheli #14     | 9,2                    | 163              | 96                     |
| 2023 | 17 Març | Periheli #15     | 9,2                    | 163              | 96                     |
| 2023 | 22 Juny | Periheli #16     | 9,2                    | 163              | 96                     |
| 2023 | 21 Ago  | Pas per Venus #6 | –                      | –                | –                      |
| 2023 | 27 Sep  | Periheli #17     | 7,9                    | 176              | 92                     |
| 2023 | 29 Des  | Periheli #18     | 7,9                    | 176              | 92                     |
| 2024 | 30 Març | Periheli #19     | 7,9                    | 176              | 92                     |
| 2024 | 30 Juny | Periheli #20     | 7,9                    | 176              | 92                     |
| 2024 | 30 Sep  | Periheli #21     | 7,9                    | 176              | 92                     |
| 2024 | 6 Nov   | Pas per Venus #7 | –                      | –                | –                      |
| 2024 | 24 Des  | Periheli #22     | 6,9                    | 192              | 88                     |
| 2025 | 22 Març | Periheli #23     | 6,9                    | 192              | 88                     |
| 2025 | 19 Juny | Periheli #24     | 6,9                    | 192              | 88                     |
| 2025 | 15 Sep  | Periheli #25     | 6,9                    | 192              | 88                     |
| 2025 | 12 Des  | Periheli #26     | 6,9                    | 192              | 88                     |

Les distàncies del periheli són respecte al centre del Sol. Per calcular l'altitud respecte la superfície cal restar un radi solar ≈ 0,7 Gm.

## Estat de la missió
El llançament es va produir el 12 d'agost de 2018, a les 3:31 a.m. EDT, 7:31 a.m. GMT. La nau està operativa, i durant la primera setmana a l'espai desplegarà l'antena d'elevada potència, el magnetòmetre i les antenes de camp elèctric. La comprovació dels instruments començarà a principi de setembre de 2018, i les primers observacions científiques es durien a terme al desembre del 2018.